# Chainsmokers
The Chainsmokers és un duo de discjòqueis i productors originaris de Nova York, Estats Units, format per Andrew Drew Taggart i Alexander Alex Pall. Van començar fent remescles de cançons d'artistes del gènere indie. El duet va aconseguir el seu primer èxit l'any 2014 amb la seva cançó #SELFIE, la qual va entrar en el top 20 dels principals èxits setmanals de diversos països. Però són més coneguts pels seus senzills Closer*, Don't Let Me Down i Roses. En la seva breu carrera han guanyat un Grammy, dos American Music Awards, set Billboard Music Awards i vuit iHeartRadio Music Awards.
El duo està planejant un concert a l'espai el 2024. De fet, amb l'ajuda de l'empresa de turisme espacial World View, The Chainsmokers actuarà en una càpsula a pressió connectada a un globus estratosfèric a 30 km sobre la Terra.Carrera

### 2012: Formació
Al principi, The Chainsmokers estava format per Pall i un discjòquei anomenat Rhett Bixler. L'any 2012, a Nova York, el grup es va reformar com un duo de discjòqueis EDM, amb Alex Pall i Andrew Taggart, sota la direcció del mànager Adam Alpert. Abans que es coneguessin, Pall estudiava història de l'art i indústria musical a la Universitat de Nova York, mentre que Taggart era estudiant a la Universitat de Syracuse i becari a la discogràfica Interscope Records. Taggart, interessat a ser discjòquei, va publicar algunes cançons originals a través de SoundCloud. Un associat d'Alpert va informar Taggart sobre una oportunitat amb un duo musical que tenia una plaça vacant, el que el va portar a traslladar-se a Nova York des de Maine. Alpert va presentar Taggart a Pall, que havia crescut com a discjòquei i treballava en una galeria d'art a Chelsea, Manhattan. El abril de 2013, The Chainsmokers van guanyar reconeixement amb la seva remescla de la cançó "Medicine" de la banda folk anglesa Daughter, arribant al número u al blog musical HypeMachine.
El duet va començar realitzant remescles de bandes indie. El 2012, van col·laborar amb l'actriu i cantant índia Priyanka Chopra en el seu senzill "Erase", el qual va ser precedit, a principis de 2013, pel senzill "The Rookie".
Durant una entrevista de televisió a l'octubre del 2016, Nick Watt, reportera d'ABC News Nightline, va preguntar a Pall i Taggart Què significa el nom del duo? a la qual cosa Pall va respondre, En el moment de la formació, estava... estava a la universitat. I ja saps que m’encantava fumar herba i era com ‘estic obert a tot’. No havia de tenir cap guió. I Taggart va afegir Només és un nom.

### 2013-2014: Les primeres actuacions i els primers èxits
La primera actuació del duo va ser al setembre del 2014 al club Terminal 5 com a teloners de la banda pop americana Timeflies. El desembre de 2013, van publicar de franc el seu single "#SELFIE", el qual va ser adquirit inicialment per Dim Mak Records, que el va rellançar al gener de 2014, i finalment va arribar a la discogràfica Republic Records. El duo va aconseguir un gran èxit, ja que el senzill va tenir recorregut internacional i va entrar en la llista Dance/Electronic Songs. Pall va explicar que la cançó els va canviar la vida.
El 5 d'agost de 2014, The Chainsmokers van llançar "Kanye", la cançó que va seguir a "#SELFIE", en col·laboració amb la banda americana de pop alternatiu SirenXX. Set mesos després, van presentar "Let You Go" amb el grup americà de synth pop Great Good Fine Ok. L'abril de 2015, van signar amb Disruptor Records, un segell secundari de Sony Music Entertainment propietat del seu mànager, Adam Alpert.

### 2015-2016:BouquetiCollage
El 18 de maig de 2015, The Chainsmokers van treure el senzill Good Intentions. El va seguir el senzill Roses, presentat el 16 de juny. Roses es va convertir en un gran èxit comercial i va rebre el certificat de multiplatí en diversos països, inclòs en els Estats Units, on van aconseguir entrar en el top 10 de la llista Billboard. Posteriorment van venir altres senzills com Waterbed, una col·laboració amb el discjòquei neerlandès Tiësto anomenada Split (Only U), i finalment, Until You Were Gone, presentada el 18 de setembre de 2015. Aquestes cançons, excepte Split (Only U), van ser incloses en el seu EP de debut, Bouquet, que va sortir el 23 d'octubre del 2015. Una setmana després, van treure la cinquena i última cançó de l'EP, New York City.
El 5 de febrer de 2016, el duo va presentar el seu nou senzill juntament amb la cantant americana Daya, Don't Let Me Down, que va guanyar un Grammy. Dos mesos després, van treure el senzill Inside Out, col·laboració amb la cantant sueca Charlee. El 19 de maig de 2016, el grup va actuar en l'Ultra Music Festival, on van denunciar públicament al, en aquell moment, candidat a la presidència Donald Trump.
El 29 de juliol de 2016 van presentar Closer, col·laboració al costat de la cantant americana Halsey, i en la qual Taggart hi posaria, per primera vegada, la seva veu. El senzill va aconseguir ser número u als Estats Units i al Regne Unit, igual que en onze països més. La cançó va ser presentada en directe en els MTV Music Video Awards del 2016, però no va tenir gaire bona acollida, sent considerada per importants revistes i diaris com The New York Times, Rolling Stones i US Weekly, com la pitjor actuació de l'esdeveniment. El mateix Taggart en una entrevista per Billboard va declarar que «va sonar com una merda».
El 29 de setembre de 2016 va sortir la col·laboració amb la cantant i compositora Phoebe Ryan, titulada All We Know. L'octubre de 2016, The Chainsmokers es van posicionar en el divuitè lloc del Top 100 DJs de la revista DJ Magazine, després de debutar-hi dos anys abans en el noranta-setè lloc. Van presentar el seu segon EP, Collage, el 4 de novembre de 2016.  

### 2017:Memories Do...Not Open, "Something Just Like This" i residència a Las Vegas XS
El 13 de gener del 2017, el duet va treure Paris, interpretada per Taggart al costat d'Emily Warren, col·laboradora habitual del grup. A partir d'aquest senzill, Andrew Taggart es convertiria en la veu principal de la majoria de les cançons del duet. Aquest es va posicionar entre els deu primers de les llistes d'Alemanya, Austràlia, Canada, el Regne Unit i el Billboard Hot 100 dels Estats Units, entre d'altres. El mateix dia van anunciar que estaven treballant en el seu àlbum d'estudi de debut i estava previst que sortís a l'abril. Al mateix temps també es va anunciar la gira The Memories Do Not Open Tour, la qual començaria a l'abril, passaria per quaranta ciutats de Nord-amèrica i anirien acompanyats per les cantants i compositores Kiiara i Emily Warren. A través d'Instagram van anunciar que durant la gira els acompanyaria un fan, Tony Ann, un estudiant del Berklee College of Music que va fer un cover de piano de la seva cançó Paris, que els va deixar tan impressionats que van decidir invitar-lo. El vídeo oficial de Paris va ser dirigit per Mister Whitmore i protagonitzat per la model americana Martha Hunt.
El 3 de gener del 2017 van anunciar l'acord amb l'empresa Wynn Nightlife per tres anys en exclusivitat. Segons aquest acord només actuarien als clubs propietat de Wynn Nightlife XS Las Vegas i Encore Beach Club fins a l'any 2019. Pall va descriure l'acord com el millor que Las Vegas pot oferir, i dient que estan entusiasmats amb el tracte.
El 14 de febrer de 2017 el duo, durant la catifa vermella dels Grammy, va anunciar en una entrevista que el seu àlbum de debut es titularia Memories...Do Not Open i sortiria el 7 d'abril del 2017 per la discogràfica Disruptor/Sony. La col·laboració amb Coldplay titulada Something Just Like This va sortir el febrer de 2017. El senzill es va presentar simultàniament amb l'actuació en els Brit Awards del 2017 d'ambdues bandes. Something Just Like This va trencar el record de més visualitzacions d'un lyric vídeo amb 9 milions de reproduccions.
El 20 de febrer, el duet va anunciar que en la gira de presentació del seu àlbum debut també els acompanyaria Matt McGuire, un bateria australià que en el seu canal de YouTube feia covers de cançons de tota mena. McGuire acabarà acompanyant al duet més enllà d'aquesta gira, convertint-se en el bateria i tercer integrant de The Chainsmokers.  
El 27 de març del 2017 van treure The One, com a senzill promocional del seu àlbum d'estudi debut.
Memories...Do Not Open va sortir el 7 d'abril del 2017 i va debutar en el número u en el Billboard 200 amb 221.000 vendes digitals. L'àlbum va ser certificat com a platí l'agost del 2017. El mateix mes, The Chainsmokers van entrar en la tercera posició de la llista Forbes dels discjòqueis millor pagats del món del 2017 amb uns guanys de 38 milions de dòlars.

### 2018:Sick Boy
El 17 de gener del 2018, The Chainsmokers van treure el seu nou senzill titulat Sick Boy, que seria el primer senzill del seu pròxim àlbum. Un mes després, el 16 de febrer, va presentar un nou senzill, You Owe Me. Durant una actuació a Praga van presentar per primera vegada la cançó Everybody Hates Me, que sortiria oficialment el 16 de març. El mateix mes, Billboard va situar The Chainsmokers com a número u de l'any 2018 del seu rànquing d'artistes dance anomenat Billboard Dance 100.
El 20 d'abril, The Chainsmokers va presentar el quart senzill del seu pròxim àlbum, titulat Somebody. El juliol de 2018, es va filtrar a través d'Internet una col·laboració entre el duo i el raper americà Juice Wrld, titulada In My Head. El 27 de juliol el duo va treure el seu cinquè senzill de l'any, que era una col·laboració amb Emily Warren titulada Side Effects. El 24 d'agost va sortir Save Yourself amb el discjòquei i productor americà NGHTMRE. El 18 de setembre, This Feeling amb la cantant country Kelsea Ballerini. I el 26 d'octubre, “Siren” amb el productor francès Aazar.
L'1 de novembre de 2018, es va anunciar que The Chainsmokers actuarien durant la desfilada de Victoria's Secret a Nova York d'aquell mateix mes. El 16 de novembre va sortir el senzill Beach House, inspirat en la banda americana homònima.
El duet va crear una companyia de producció cinematogràfica anomenada Kick the Habit Productions, amb el seu mànager Adam Alpert com a director executiu i Dan Marcus, un antic agent de mitjans digitals, com a director d'operacions i president. Aquests van declarar «Estem més que encantats d'haver llençat Kick the Habit Productions mentre seguim creant ponts entre la nostra visió artística, la indústria de l'entreteniment en general i els nostres fans. L'època de només ser músics ha quedat enrere i estem emocionats de fer tot el possible en aquesta empresa per curar, produir i crear projectes significatius». El primer projecte que Kick the Habit Productions produirà serà una pel·lícula titulada Paris, el guionista de la qual, Mickey Rapkin, s'ha inspirat en la icònica cançó de The Chainsmokers.
El 14 de desembre del 2018, el duo va presentar el seu segon àlbum d'estudi titulat Sick Boy, compost per les deu cançons llençades cada mes durant aquell any. El últim senzill de l'àlbum, Hope, col·laboració amb Winona Oak, va sortir el mateix.

### 2019:World War Joy
El 7 de febrer de 2019, el duet va treure el seu nou single Who Do You Love, col·laboració amb la banda australiana 5 Seconds of Summer. El lyric vídeo va sortir el mateix dia a YouTube. Juntament amb l'anunci d'una gira, anomenada World War Joy, a través de 41 ciutats de Nord-amèrica amb 5 Seconds of Summer i el duet Lennon Stella, des del setembre fins al desembre de 2019. El 26 de març, el duo va anunciar el seu tercer àlbum d'estudi titulat World War Joy pel 2019. El 29 de març, The Chainsmokers va presentar el senzill Kills You Slowly. El 26 d'abril, va sortir el senzill Do You Mean, col·laboració amb el raper americà Ty Dolla $ign i la cantant alemanya bülow.

## Estil musical
Taggart ha descrit que la música del duo «borra les línies entre el indie, la música pop, la música dance i el hip-hop». Han declarat que les seves principals influències musicals són Pharrell Williams, Linkin Park i deadmau5. Però moltes cançons de The Chainsmokers s'inspiren en bandes i cantants com Blink-182, Taking Back Sunday, Max Martin, Taylor Swift, The xx i/o Explosions in the Sky.

## Membres

### Alex Pall
Alexander “Alex” Pall va néixer el 16 de maig de 1985 (33 anys). Exerceix el rol de productor i discjòquei de The Chainsmokers amb Andrew Taggart; actuant, programant, mesclant i masteritzant les cançons. Però també co-escriu i toca el piano en algunes cançons. Segons la revista Billboard, Pall es va criar a Nova York com el “fill d'un comerciant d'art i una mestressa de casa”.

### Andrew Taggart
Andrew “Drew” Taggart, va néixer el 31 de desembre de 1989 (29 anys) i va criar-se a Freeport, Maine. Exerceix el rol de productor i discjòquei de The Chainsmokers amb Alex Pall; actuant, programant, mesclant i masteritzant. És el compositor principal del grup i canta en la majoria de les cançons. La seva mare és professora i el seu pare ven pròtesis. Es va interessar en el EDM als 15 anys mentre estava a l'Argentina, on va conèixer la música de David Guetta, Daft Punk i Trentemøller.

## Discografia

### Àlbums
| Any  | Àlbum | Posicionament en les llsites | Posicionament en les llsites | Posicionament en les llsites | Posicionament en les llsites | Certificacions                                                                   |
| Any  | Àlbum | AUS                          | CAN                          | EUA                          | NZ                           | Certificacions                                                                   |
| ---- | --- | ---------------------------- | ---------------------------- | ---------------------------- | ---------------------------- | -------------------------------------------------------------------------------- |
| 2017 | Memories...Do Not Open - Llançament: 7 d'abril de 2017 - Discogràfica: Disruptor, Columbia Records - Formats: CD, Descàrrega digital | 4                            | 1                            | 1                            | 4                            | - USA: Platí - AUS: Or - UK: Or - ITA: Or - SUE: Platí - DIN: Or - CAN: 2x Platí |
| 2018 | Sick Boy - Llançament: 14 de desembre de 2018 - Discogràfica: Disruptor, Columbia Records - Formats: CD, Descàrrega digital          | 72                           | 20                           | 53                           | -                            | - CAN: Or                                                                        |
| 2019 | World War Joy - Llançament: 2019 - Discogràfica: Disruptor, Columbia Records - Formats: CD, Descàrrega digital                       | Pròximament                  | Pròximament                  | Pròximament                  | Pròximament                  | Pròximament                                                                      |

### Extended plays(EP)
| Any  | EP | Posicionament en les llistes | Posicionament en les llistes | Posicionament en les llistes | Posicionament en les llistes | Certificacions         |
| Any  | EP | AUS                          | CAN                          | EUA                          | NZ                           | Certificacions         |
| ---- | --- | ---------------------------- | ---------------------------- | ---------------------------- | ---------------------------- | ---------------------- |
| 2015 | Bouquet - Llançament: 23 d'octubre de 2015 - Discogràfica: Disruptor, Columbia Records - Formats: Descàrrega digital  | -                            | 18                           | 31                           | -                            | - EUA: Or              |
| 2016 | Collage - Llançament: 4 de novembre de 2016 - Discogràfica: Disruptor, Columbia Records - Formats: Descàrrega digital | 23                           | 2                            | 6                            | 9                            | - AUS: Or - EUA: Platí |

### Senzills
| Any  | Senzill                                             | Posicions en les llistes | Posicions en les llistes | Posicions en les llistes | Posicions en les llistes | Posicions en les llistes | Posicions en les llistes | Posicions en les llistes | Posicions en les llistes | Posicions en les llistes | Posicions en les llistes | Certificacions | Àlbum / EP             |
| Any  | Senzill                                             | EUA                      | ALE                      | AUS                      | BEL                      | CAN                      | DIN                      | FRA                      | NZ                       | RU                       | SUE                      | Certificacions | Àlbum / EP             |
| ---- | --------------------------------------------------- | ------------------------ | ------------------------ | ------------------------ | ------------------------ | ------------------------ | ------------------------ | ------------------------ | ------------------------ | ------------------------ | ------------------------ | --- | ---------------------- |
| 2012 | «Erase» (amb Priyanka Chopra)                       | -                        | -                        | -                        | -                        | -                        | -                        | -                        | -                        | -                        | -                        | | Sense àlbum            |
| 2013 | «The Rookie»                                        | -                        | -                        | -                        | -                        | -                        | -                        | -                        | -                        | -                        | -                        | | Sense àlbum            |
| 2014 | «#SELFIE»                                           | 16                       | 38                       | 3                        | 14                       | 13                       | 9                        | 55                       | 12                       | 11                       | 2                        | - EUA: Platí - AUS: Platí - CAN: Platí - DIN: Platí - RU: Plata - SUE: 3x Platí                                                                          | Sense àlbum            |
| 2014 | «Kanye» (amb SirenXX)                               | -                        | -                        | -                        | -                        | -                        | -                        | -                        | -                        | -                        | -                        | | Sense àlbum            |
| 2015 | «Let You Go» (amb Great Good Fine Ok)               | -                        | -                        | -                        | -                        | -                        | -                        | -                        | -                        | -                        | -                        | | Sense àlbum            |
| 2015 | «Good Intentions» (amb BullySongs)                  | -                        | -                        | -                        | -                        | -                        | -                        | -                        | -                        | -                        | -                        | | Bouquet (EP)           |
| 2015 | «Roses» (amb Rozes)                                 | 6                        | 24                       | 5                        | 31                       | 6                        | 29                       | 35                       | 8                        | 16                       | 13                       | - EUA: 4x Platí - ALE: Or - AUS: 4x Platí - BEL: Or - CAN: 5x Platí - DIN: Or - NZ: 2x Platí - RU: Or - SUE: 4x Platí                                    | Bouquet (EP)           |
| 2015 | «Waterbed» (amb Waterbed)                           | -                        | -                        | -                        | -                        | -                        | -                        | -                        | -                        | -                        | -                        | | Bouquet (EP)           |
| 2015 | «Split (Only U)» (amb Tiësto)                       | -                        | -                        | -                        | 63                       | -                        | -                        | 185                      | -                        | -                        | -                        | | Sense àlbum            |
| 2015 | «Until You Were Gone» (amb Tritonal i Emily Warren) | -                        | -                        | -                        | -                        | -                        | -                        | -                        | -                        | -                        | -                        | - EUA: Or - CAN: Or | Bouquet (EP)           |
| 2015 | «New York City»                                     | -                        | -                        | -                        | -                        | -                        | -                        | -                        | -                        | -                        | -                        | | Bouquet (EP)           |
| 2016 | «Don't Let Me Down» (amb Daya)                      | 3                        | 6                        | 3                        | 4                        | 4                        | 15                       | 19                       | 2                        | 2                        | 5                        | - EUA: 6x Platí - ALE: Platí - AUS: 7x Platí - BEL: 3x Platí - CAN: 9x Platí - DIN: Platí - FRA: Diamant - NZ: 2x Platí - RU: 2x Platí - SUE: 6x Platí   | Collage (EP)           |
| 2016 | «Inside Out» (amb Charlee)                          | -                        | -                        | -                        | -                        | 72                       | -                        | -                        | -                        | -                        | -                        | - CAN: Or | Collage (EP)           |
| 2016 | «Closer» (amb Halsey)                               | 1                        | 2                        | 1                        | 1                        | 1                        | 1                        | 31                       | 1                        | 1                        | 1                        | - EUA: Diamant - ALE: Platí - AUS: 11x Platí - BEL: 2x Platí - CAN: Diamant - DIN: 2x Platí - FRA: Diamant - NZ: 3x Platí - RU: 2x Platí - SUE: 5x Platí | Collage (EP)           |
| 2016 | «All We Know» (amb Phoebe Ryan)                     | 18                       | 40                       | 8                        | 43                       | 14                       | 35                       | 186                      | 10                       | 24                       | 19                       | - EUA: Platí - AUS: 2x Platí - CAN: Platí - FRA: Platí - NZ: Or - RU: 2x Platí - SUE: 6x Platí                                                           | Collage (EP)           |
| 2016 | «Setting Fires» (amb XYLØ)                          | 71                       | -                        | 50                       | 10                       | 35                       | -                        | -                        | 42                       | 55                       | 92                       | - EUA: Or - AUS: Or - CAN: Or | Collage (EP)           |
| 2017 | «Paris»                                             | 6                        | 3                        | 4                        | 5                        | 2                        | 2                        | 29                       | 5                        | 5                        | 2                        | - ALE: Platí - EUA: Platí - AUS: 3x Platí - BEL: Platí - CAN: Platí - DIN: Platí - FRA: Or - NZ: Or - RU: Platí - SUE: Platí                             | Memories...Do Not Open |
| 2017 | «Something Just Like This» (amb Coldplay)           | 3                        | 4                        | 2                        | 2                        | 3                        | 5                        | 11                       | 5                        | 2                        | 4                        | - ALE: 3x Or - EUA: 5x Platí - AUS: 4x Platí - BEL: 2x Platí - CAN: 2x Platí - DIN: Platí - FRA: Diamant - NZ: Platí - RU: Platí - SUE: 4x Platí         | Memories...Do Not Open |
| 2018 | «Sick Boy»                                          | 65                       | 5                        | 37                       | 30                       | 29                       | 13                       | 173                      | 25                       | 35                       | 8                        | - EUA: Or - ALE: Or - AUS: Or - BEL: Or - DIN: Or | Sick Boy               |
| 2018 | «You Owe Me»                                        | -                        | -                        | 73                       | -                        | 74                       | -                        | -                        | -                        | 97                       | 55                       | | Sick Boy               |
| 2018 | «Everybody Hates Me»                                | 100                      | -                        | 50                       | -                        | 71                       | -                        | -                        | -                        | 81                       | 32                       | | Sick Boy               |
| 2018 | «Somebody» (amb Drew Love)                          | -                        | -                        | 43                       | -                        | 74                       | -                        | -                        | -                        | 87                       | 67                       | | Sick Boy               |
| 2018 | «Side Effects» (amb Emiy Warren)                    | 66                       | -                        | 61                       | -                        | 39                       | -                        | -                        | -                        | 50                       | 100                      | | Sick Boy               |
| 2018 | «Save Yourself» (amb NGHTMRE)                       | -                        | -                        | -                        | -                        | -                        | -                        | -                        | -                        | -                        | -                        | | Sick Boy               |
| 2018 | «This feeling» (amb Kelsea Ballerini)               | 50                       | -                        | 17                       | -                        | 34                       | -                        | -                        | 23                       | 63                       | 30                       | | Sick Boy               |
| 2018 | «Siren» (amb Aazar)                                 | -                        | -                        | -                        | -                        | -                        | -                        | -                        | -                        | -                        | -                        | | Sick Boy               |
| 2018 | «Beach House»                                       | -                        | -                        | 89                       | -                        | -                        | -                        | -                        | -                        | -                        | 56                       | | Sick Boy               |
| 2018 | «Hope» (amb Winona Oak)                             | -                        | -                        | 36                       | -                        | 64                       | -                        | -                        | 27                       | 89                       | 63                       | | Sick Boy               |
| 2019 | «Who Do You Love» (amb 5 Seconds of Summer)         | 52                       | -                        | 13                       | 21                       | 35                       | -                        | -                        | 26                       | 34                       | 19                       | | World War Joy          |
| 2019 | «Kills You Slowly»                                  | -                        | -                        | 85                       | -                        | -                        | -                        | -                        | -                        | -                        | 98                       | | World War Joy          |
| 2019 | «Do You Mean» (Ty Dolla $ign i bülow)               | -                        | -                        | -                        | -                        | -                        | -                        | -                        | -                        | -                        | -                        | | World War Joy          |

## Premis i nominacions

### BillboardMusic Awards
| Any  | Categoria                              | Treball                                   | Resultat  | Ref.   |
| ---- | -------------------------------------- | ----------------------------------------- | --------- | ------ |
| 2016 | Millor Artista Dance/Electrònic        | The Chainsmokers                          | Nominat   | [ 89 ] |
| 2016 | Millor Cançó Dance/Electrònica         | "Roses"                                   | Nominat   | [ 89 ] |
| 2017 | Millor Artista                         | The Chainsmokers                          | Nominat   | [ 89 ] |
| 2017 | Billboard Chart Achievement Award      | The Chainsmokers                          | Nominat   | [ 89 ] |
| 2017 | Millor Duo/Grup                        | The Chainsmokers                          | Nominat   | [ 89 ] |
| 2017 | Millor Artista del Hot 100             | The Chainsmokers                          | Nominat   | [ 89 ] |
| 2017 | Millor Artista en la Venda de Cançons  | The Chainsmokers                          | Nominat   | [ 89 ] |
| 2017 | Millor Artista de Cançons per Ràdio    | The Chainsmokers                          | Nominat   | [ 89 ] |
| 2017 | Millor Artista de Cançons en Streaming | The Chainsmokers                          | Nominat   | [ 89 ] |
| 2017 | Millor Artista Dance/Electrònic        | The Chainsmokers                          | Guanyador | [ 89 ] |
| 2017 | Millor Cançó del Hot 100               | "Closer"                                  | Guanyador | [ 89 ] |
| 2017 | Cançó més venuda                       | "Closer"                                  | Nominat   | [ 89 ] |
| 2017 | Millor Cançó per Ràdio                 | "Closer"                                  | Nominat   | [ 89 ] |
| 2017 | Millor Cançó en Streaming (Àudio)      | "Closer"                                  | Nominat   | [ 89 ] |
| 2017 | Millor Cançó en Streaming (Vídeo)      | "Closer"                                  | Nominat   | [ 89 ] |
| 2017 | Millor Col·laboració                   | "Closer"                                  | Guanyador | [ 89 ] |
| 2017 | Millor Cançó Dance/Electrònica         | "Closer"                                  | Guanyador | [ 89 ] |
| 2017 | Millor Cançó del Hot 100               | "Don't Let Me Down"                       | Nominat   | [ 89 ] |
| 2017 | Cançó més venuda                       | "Don't Let Me Down"                       | Nominat   | [ 89 ] |
| 2017 | Millor Cançó per Ràdio                 | "Don't Let Me Down"                       | Nominat   | [ 89 ] |
| 2017 | Millor Col·laboració                   | "Don't Let Me Down"                       | Nominat   | [ 89 ] |
| 2017 | Millor Cançó Dance/Electrònica         | "Don't Let Me Down"                       | Nominat   | [ 89 ] |
| 2017 | Millor Àlbum Dance/Electrònic          | Collage                                   | Nominat   | [ 89 ] |
| 2017 | Millor Àlbum Dance/Electrònic          | Bouquet                                   | Nominat   | [ 89 ] |
| 2018 | Millor Duo/Grup                        | The Chainsmokers                          | Nominat   | [ 89 ] |
| 2018 | Millor Artista Dance/Electrònic        | The Chainsmokers                          | Guanyador | [ 89 ] |
| 2018 | Millor Cançó per Ràdio                 | "Something Just Like This" (amb Coldplay) | Nominat   | [ 89 ] |
| 2018 | Millor Col·laboració                   | "Something Just Like This" (amb Coldplay) | Nominat   | [ 89 ] |
| 2018 | Millor Cançó Dance/Electrònica         | "Something Just Like This" (amb Coldplay) | Guanyador | [ 89 ] |
| 2018 | Millor Àlbum Dance/Electrònic          | Memories...Do Not Open                    | Guanyador | [ 89 ] |

### Premis Grammy
| Any  | Categoria                         | Treball                    | Resultat  | Ref.   |
| ---- | --------------------------------- | -------------------------- | --------- | ------ |
| 2017 | Millor Nou Artista                | The Chainsmokers           | Nominat   | [ 90 ] |
| 2017 | Millor Enregistrament Dance       | "Don't Let Me Down"        | Guanyador | [ 90 ] |
| 2017 | Millor Actuació d'un Duo/Grup Pop | "Closer"                   | Nominat   | [ 90 ] |
| 2018 | Millor Actuació d'un Duo/Grup Pop | "Something Just Like This" | Nominat   |        |

### Premis iHeartRadio Music
| Any  | Categoria                | Treball                                   | Resultat  | Ref.   |
| ---- | ------------------------ | ----------------------------------------- | --------- | ------ |
| 2017 | Cançó de l'Any           | "Closer"                                  | Nominat   |        |
| 2017 | Cançó Dance de l'Any     | "Closer"                                  | Guanyador |        |
| 2017 | Millor Lletra            | "Closer"                                  | Nominat   |        |
| 2017 | Millor Col·laboració     | "Closer"                                  | Nominat   |        |
| 2017 | Cançó Dance de l'Any     | "Don't Let Me Down"                       | Nominat   |        |
| 2017 | Millor Col·laboració     | "Don't Let Me Down"                       | Nominat   |        |
| 2017 | Millor Vídeo Musical     | "Don't Let Me Down"                       | Nominat   |        |
| 2017 | Àlbum Dance de l'Any     | Collage                                   | Guanyador |        |
| 2017 | Millor Duo/Grup de l'Any | The Chainsmokers                          | Nominat   |        |
| 2017 | Millor Nou Artista       | The Chainsmokers                          | Guanyador |        |
| 2017 | Millor Nou Artista Pop   | The Chainsmokers                          | Guanyador |        |
| 2017 | Artista Dance de l'Any   | The Chainsmokers                          | Guanyador |        |
| 2017 | Productor de l'Any       | The Chainsmokers                          | Nominat   |        |
| 2018 | Cançó de l'Any           | "Something Just Like This" (amb Coldplay) | Nominat   | [ 91 ] |
| 2018 | Millor Col·laboració     | "Something Just Like This" (amb Coldplay) | Guanyador | [ 91 ] |
| 2018 | Cançó Dance de l'Any     | "Something Just Like This" (amb Coldplay) | Nominat   | [ 91 ] |
| 2018 | Millor Duo/Grup de l'Any | The Chainsmokers                          | Nominat   | [ 91 ] |
| 2018 | Artista Dance de l'Any   | The Chainsmokers                          | Guanyador | [ 91 ] |
| 2018 | Àlbum Dance de l'Any     | Memories...Do Not Open                    | Guanyador | [ 91 ] |
| 2019 | Artista Dance de l'Any   | The Chainsmokers                          | Nominat   |        |
| 2019 | Àlbum Dance de l'Any     | Sick Boy                                  | Guanyador |        |

### Premis International Dance Music
| Any  | Categoria                               | Treball                                  | Resultat  | Ref.   |
| ---- | --------------------------------------- | ---------------------------------------- | --------- | ------ |
| 2015 | Millor Cançó Dance de Pop/Comercial     | "#SELFIE"                                | Nominat   |        |
| 2018 | Millor Àlbum                            | Memories...Do Not Open                   | Guanyador | [ 92 ] |
| 2018 | Millor Remescla                         | Something Just Like This" (Alesso Remix) | Guanyador | [ 92 ] |
| 2019 | Millor Artista Masculí (Pop/Electrònic) | The Chainsmokers                         | Nominat   | [ 93 ] |